# 永島悠史
永島 悠史（ながしま ゆうし、1996年7月12日 - ）は、京都府相楽郡精華町出身の元プロサッカー選手、サッカー指導者。現役時代のポジションは、ミッドフィールダー（MF）。

## 来歴

### クラブ
セントラルFC奈良でサッカーを始め、小学校5年より京都サンガF.C.のスクール選抜「SPコース」に通った。中学校入学と同時に京都サンガF.C.U-15へ入団。中学校3年の2011年には、JFAプレミアカップ、高円宮杯全日本ユース(U-15)サッカー選手権の2冠を達成した。昇格したU-18では、高校1年次から公式戦の出場機会を得た。高校3年の2014年4月、トップチームに2種登録選手として選手登録された。
2015年より、京都サンガF.C.トップチームへ昇格（同期昇格に奥川雅也、大西勇輝）。同年6月28日の第20節ツエーゲン金沢戦でJリーグデビューした。2016年5月6日、左手舟状骨骨折により手術を行なった。
2017年、FC岐阜へ期限付き移籍。2月26日の開幕戦でJリーグ初ゴールを挙げるなど、J2で39試合5ゴール3アシストと躍進した。2018年も期限付き移籍期間を延長して引き続き岐阜でプレー。しかし、6月以降は長期離脱により、出場することはなかった。
2019年より岐阜に完全移籍。監督交代までチームで唯一全試合出場するも、北野誠が就任以降は守備的な戦術をとる同監督の戦術にマッチせず、出場機会が激減。チームもJ3降格する事となった。2020年、新監督ゼムノビッチ・ズドラブコの信頼を勝ち取り、開幕からコンスタントに出場を重ねていたが、8月15日の第10節相模原戦で足首を負傷。1ヶ月後の富山戦で復帰するもそれ以降は負傷の影響もあり出場機会は減少。12月23日、契約満了による退団が発表された。
2021年、ガイナーレ鳥取に移籍。前年の負傷もあり、3月4日、左足関節インピンジメント症候群の手術を行なった。2022年シーズン終了後、現役引退を発表した。
2025年2月、マッチャモーレ京都山城（京都1部）のトップチームコーチに就任、
同年3月、同クラブの監督に就任、

### 代表
2012年12月、U-16日本代表候補のトレーニングキャンプに初招集された。代表の常連ではなかったが、2013年8月のチェコ遠征で吉武博文監督の信頼を得て、同年10月、2013 FIFA U-17ワールドカップに出場するU-17日本代表のメンバー入りを果たした。初戦のロシア戦では、瓜生昂勢の決勝ゴールをアシスト。3試合に出場し（2試合先発）、チームの16強入りに貢献した。

## 人物
- お笑い芸人のカベポスター浜田と親交がある。

## 所属クラブ
- セントラルFC奈良
- 山田荘サッカークラブ
- 京都サンガF.C.U-15
- 京都サンガF.C.U-18（立命館宇治高等学校[2]）
  - 2014年4月 - 同年12月  京都サンガF.C.（2種登録選手）
- 2015年 - 2018年 京都サンガF.C.
  - 2015年  Jリーグ・アンダー22選抜[18]
  - 2017年 - 2018年 FC岐阜（期限付き移籍）
- 2019年 - 2020年  FC岐阜
- 2021年 - 2022年  ガイナーレ鳥取

## 個人成績
| 国内大会個人成績 | 国内大会個人成績 | 国内大会個人成績 | 国内大会個人成績 | 国内大会個人成績 | 国内大会個人成績 | 国内大会個人成績 | 国内大会個人成績 | 国内大会個人成績 | 国内大会個人成績 | 国内大会個人成績 | 国内大会個人成績 |
| 年度             | クラブ           | 背番号           | リーグ           | リーグ戦         | リーグ戦         | リーグ杯         | リーグ杯         | オープン杯       | オープン杯       | 期間通算         | 期間通算         |
| 年度             | クラブ           | 背番号           | リーグ           | 出場             | 得点             | 出場             | 得点             | 出場             | 得点             | 出場             | 得点             |
| 日本             | 日本             | 日本             | 日本             | リーグ戦         | リーグ戦         | リーグ杯         | リーグ杯         | 天皇杯           | 天皇杯           | 期間通算         | 期間通算         |
| ---------------- | ---------------- | ---------------- | ---------------- | ---------------- | ---------------- | ---------------- | ---------------- | ---------------- | ---------------- | ---------------- | ---------------- |
| 2015             | 京都             | 27               | J2               | 7                | 0                | -                | -                | 2                | 0                | 9                | 0                |
| 2016             | 京都             | 27               | J2               | 0                | 0                | -                | -                | 0                | 0                | 0                | 0                |
| 2017             | 岐阜             | 28               | J2               | 39               | 5                | -                | -                | 2                | 0                | 41               | 5                |
| 2018             | 岐阜             | 28               | J2               | 10               | 1                | -                | -                | 0                | 0                | 10               | 1                |
| 2019             | 岐阜             | 28               | J2               | 19               | 1                | -                | -                | 0                | 0                | 19               | 1                |
| 2020             | 岐阜             | 28               | J3               | 19               | 2                | -                | -                | -                | -                | 19               | 2                |
| 2021             | 鳥取             | 21               | J3               | 16               | 3                | -                | -                | 1                | 0                | 17               | 3                |
| 2022             | 鳥取             | 21               | J3               | 9                | 1                | -                | -                | 0                | 0                | 9                | 1                |
| 通算             | 日本             | 日本             | J2               | 75               | 7                | -                | -                | 4                | 0                | 79               | 7                |
| 通算             | 日本             | 日本             | J3               | 44               | 6                | -                | -                | 1                | 0                | 45               | 6                |
| 総通算           | 総通算           | 総通算           | 総通算           | 119              | 13               | -                | -                | 5                | 0                | 124              | 13               |

- 2014年は2種登録選手

出場歴
- Jリーグ初出場 - 2015年6月28日 J2第20節 vsツエーゲン金沢（石川県西部緑地公園陸上競技場）
- Jリーグ初得点 - 2017年2月26日 J2第1節 vsレノファ山口FC（岐阜メモリアルセンター長良川競技場）

## 代表歴
- U-16日本代表候補
- U-17日本代表
  - 2013 FIFA U-17ワールドカップ